# Helena (Oklahoma)
Helena – miasto w Stanach Zjednoczonych, w stanie Oklahoma, w hrabstwie Alfalfa.